# Радомиров псалтир
Радомировият псалтир е среднобългарски пергаментен ръкопис в библиотеката на Зографския манастир (сигнатура I.д.13). Лист от него се намира в Руската национална библиотека (сигнатура Q.п.I.11).
Смята се, че датира от XIII век. Съдържа 2 кратки предговора, Псалмите (включително три тропара и молитва след всеки раздел на Псалтира), деветтe библейски песни, "Слово егда Саул гонеше Давида", полунощната служба и два богослужебни показалеца. Богато украсените му заставки и заглавни букви явно са дело на преписвача. Последният съобщава името си в кратка бележка на лист 167а: „Грешни Радомир дяк писа“. Оттам идва сегашното наименование на ръкописа.

## Издания
- Макариjоска, Л. Радомиров псалтир. Скопjе, 1997 [пълно издание на текста]
- Мусакова, Е., МакРобърт, К. М., Макарийоска, Л. Радомиров псалтир: наборно и факсимилно издание. С., 2022.

## Изследвания
- Карачорова, И. Особености в текста на Радомировия псалтир. – Старобългаристика, 14, 1990, № 4, 47 – 60
- Карачорова, И. За състава на Радомировия псалтир. – Старобългарска литература, 32, 2001, 111 – 120
- Мусакова, Е. Текст и визуален език в Радомировия псалтир. – Старобългарска литература, 61-62, 2020, 139 – 160